# Maiden England
《Maiden England》(2013년 《Maiden England '88》로 재발매)는 영국의 헤비 메탈 밴드 아이언 메이든이 Seventh Tour of a Seventh Tour로 불렸던 월드 투어 《Seventh Son of a Seventh Son》 때 촬영한 라이브 비디오 음반이다.
1988년 11월 27일과 28일, 잉글랜드 버밍엄에 있는 국립전시센터에서 녹음되었으며, 1989년 11월, VHS를 통해 발매된 데 이어 1994년에는 한정판 VHS/CD가 나왔다. 이 패키지의 CD에는 공간적 한계로 인해 비디오에 수록된 두 곡(〈Can I Play with Madness〉와 〈Hallowed Be Thy Name〉)이 수록되어 있지 않다. 2013년 VHS에 등장하지 않았던 앙코르를 포함한 전체 콘서트 영상이 DVD, CD, LP로 《Maiden England '88》이라는 새로운 제목으로 재발매되었다.
이 비디오는 아이언 메이든의 창립자 겸 베이시스트인 스티브 해리스가 감독하고 편집했다.

## 배경
그들의 뮤직 비디오 편집 과정에 앉아서, 그리고 그들의 이전 콘서트 비디오에 덜 관여했던 《Live After Death》는 밴드의 베이시스트인 스티브 해리스가 다음 영화를 감독하고 편집하기로 결정했다.  해리스에 따르면, 이 밴드는 버밍엄 콘서트를 녹화하기로 결정했는데, 그가 "10대의 카메라로 촬영하고 싶어서, 그렇게 많은 장비가 돈을 지불하는 사람들에게 방해가 되지 않는 곳에서 촬영할 필요가 있었다"고 말했다. 이는 밴드의 선택지를 NEC와 웸블리 아레나로 좁혔지만, 결국 전자를 선택했다. 그들은 더 "이 아이디어에 대해 처리할 수 있다"고 말했다. 매니저 로드 스몰우드에 따르면 해리스가 카메라 제작진에게 브리핑한 것은 "팬들이 본 대로" 촬영해보는 것이 공연 분위기를 포착하는 좋은 방법이 될 것이라고 해리스가 주장하는 내용이었다.
해리스는 자신의 페이스대로 영상을 편집할 수 있도록 필요한 장비를 모두 직접 구입해 에식스주 자신의 집에 설치해 6개월 동안 영화를 작업했다. 비록 그들이 해리스의 진행 상황을 확인하기 위해 가끔 방문했지만, 나머지 밴드는 그의 고집으로 기타리스트 데이브 머레이가 오프닝 곡의 가사에 입을 맞추는 장면이 삭제되었지만, 대부분 이 프로젝트에 관여하지 않았다.
콘서트 영화의 DVD 재발급은 2007년 9월, 아이언 메이든이 처음 언급해 2008년으로 개봉일이 정해졌으나 이후 연기됐다. 해리스는 2012년 8월, 독일 잡지 《록 하드》와의 인터뷰에서 《Maiden England》는 2013년 재방송될 예정임을 확인했고, 콘서트 영상은 원래 VHS에 포함되지 않았던 쇼의 앙코르로 구성됐다. 2013년 2월 12일, 아이언 메이든은 《Maiden England '88》이라는 제목으로 2013년 3월 25일, 《Maiden England》가 DVD, CD, 사진 디스크로 다시 발매될 것이라고 발표했다. 앞서 언급한 앙코르와 함께 새 영상에는 《History of Iron Maiden》 다큐멘터리 시리즈(2004년 《The History of Iron Maiden – Part 1: The Early Days》와 2008년 《Live After Death》 재발행)의 3부작과 함께 프로모션 영상, 1987년 다큐멘터리 《12 Wasted Years》도 수록됐다.
2012년부터 2014년까지 아이언 메이든은 Maiden England World Tour를 맡았는데, 이 투어는 주로 세트리스트와 무대 디자인에서 원본 비디오를 중심으로 한다.

## 반응
| 전문가 평가  | 전문가 평가 |
| 평가 점수    | 평가 점수   |
| 출처         | 점수        |
| ------------ | ----------- |
| AllMusic     | [ 9 ]       |
| Classic Rock | 8/10        |
| PopMatters   | 7/10        |

올뮤직은 오리지널 VHS에 5점 만점에 4점을 줬는데, 이를 "강력한 노력"이라고 평가하면서도 "위험했어요... 히트곡에 의존하지 않기 때문입니다."라고 말하고 "그들은 4년 전의 비범한 《Live After Death》라는 정석적인 힘을 가지고 있지 않습니다."라고 말했다. 그들은 또한 2013년 재발행에도 4점을 부여하며, 추가곡들은 "라이브 세트를 보다 균형 잡힌 청취 경험으로 만드는 데 도움이 된다"고 주장하며, "헤비 메탈에서 가장 영향력 있는 밴드 중 하나가 사업에 진출하고 몇몇 서사시 메탈을 매혹적인 관중들에게 가져다주는 견고한 콘서트"라고 결론지었다.
《클래식 록》은 2013년 DVD에 10점 만점에 8점을 주면서 "모든 기어가 맞물릴 때 아이언 메이든이 얼마나 대단한지 간결하게 캡슐화한 것"이라며 "팬을 즐겁게 하는 노력을 할 때는 아이언 메이든과 같은 정도의 생각을 가진 사람은 없다"고 결론지었다.

## 곡 목록

### 1989년 VHS 곡 목록
1. Moonchild (아드리안 스미스, 브루스 디킨슨)
2. The Evil That Men Do (스미스, 디킨슨, 스티브 해리스)
3. The Prisoner (해리스, 스미스)
4. Still Life (데이브 머레이, 해리스)
5. Die with Your Boots On (스미스, 디킨슨, 해리스)
6. Infinite Dreams  (해리스)
7. Killers (해리스, 폴 디애노)
8. Can I Play with Madness (스미스, 디킨슨, 해리스)
9. Heaven Can Wait (해리스)
10. Wasted Years (스미스)
11. The Clairvoyant (해리스)
12. Seventh Son of a Seventh Son (해리스)
13. The Number of the Beast (해리스)
14. Hallowed Be Thy Name (해리스)
15. Iron Maiden (해리스)

### 1994년 CD 곡 목록
| #   | 제목                             | 작사·작곡                      | 오리지널 발매                             | 재생 시간 |
| --- | -------------------------------- | ------------------------------ | ----------------------------------------- | --------- |
| 1.  | 〈Moonchild〉                    | 아드리안 스미스, 브루스 디킨슨 | 《Seventh Son of a Seventh Son》 (1988년) | 5:45      |
| 2.  | 〈The Evil That Men Do〉         | 스미스, 디킨슨, 스티브 해리스  | 《Seventh Son of a Seventh Son》 (1988년) | 4:16      |
| 3.  | 〈The Prisoner〉                 | 해리스, 스미스                 | 《The Number of the Beast》 (1982년)      | 5:57      |
| 4.  | 〈Still Life〉                   | 데이브 머레이, 해리스          | 《Piece of Mind》 (1983년)                | 4:32      |
| 5.  | 〈Die with Your Boots On〉       | 스미스, 디킨슨, 해리스         | 《Piece of Mind》 (1983년)                | 5:10      |
| 6.  | 〈Infinite Dreams〉              | 해리스                         | 《Seventh Son of a Seventh Son》 (1988년) | 5:53      |
| 7.  | 〈Killers〉                      | 해리스, 폴 디애노              | 《Killers》 (1981년)                      | 4:54      |
| 8.  | 〈Heaven Can Wait〉              | 해리스                         | 《Somewhere in Time》 (1986년)            | 7:32      |
| 9.  | 〈Wasted Years〉                 | 스미스                         | 《Somewhere in Time》 (1986년)            | 4:54      |
| 10. | 〈The Clairvoyant〉              | 해리스                         | 《Seventh Son of a Seventh Son》 (1988년) | 5:42      |
| 11. | 〈Seventh Son of a Seventh Son〉 | 해리스                         | 《Seventh Son of a Seventh Son》 (1988년) | 10:11     |
| 12. | 〈The Number of the Beast〉      | 해리스                         | 《The Number of the Beast》 (1982년)      | 4:46      |
| 13. | 〈Iron Maiden〉                  | 해리스                         | 《Iron Maiden》 (1980년)                  | 5:01      |

### 2013년 DVD 곡 목록
1. Moonchild (아드리안 스미스, 브루스 디킨슨)
2. The Evil That Men Do (스미스, 디킨슨, 스티브 해리스)
3. The Prisoner (해리스, 스미스)
4. Still Life (데이브 머레이, 해리스)
5. Die with Your Boots On (스미스, 디킨슨, 해리스)
6. Infinite Dreams  (해리스)
7. Killers (해리스, 폴 디애노)
8. Can I Play with Madness (스미스, 디킨슨, 해리스)
9. Heaven Can Wait (해리스)
10. Wasted Years (스미스)
11. The Clairvoyant (해리스)
12. Seventh Son of a Seventh Son (해리스)
13. The Number of the Beast (해리스)
14. Hallowed Be Thy Name (해리스)
15. Iron Maiden (해리스)
16. Run to the Hills (해리스)
17. Running Free (해리스, 디애노)
18. Sanctuary (해리스, 머레이, 디애노)

### 2013년 CD 곡 목록
| #   | 제목                        | 작사·작곡                      | 오리지널 발매                             | 재생 시간 |
| --- | --------------------------- | ------------------------------ | ----------------------------------------- | --------- |
| 1.  | 〈Moonchild〉               | 아드리안 스미스, 브루스 디킨슨 | 《Seventh Son of a Seventh Son》 (1988년) | 6:23      |
| 2.  | 〈The Evil That Men Do〉    | 스미스, 디킨슨, 스티브 해리스  | 《Seventh Son of a Seventh Son》 (1988년) | 4:18      |
| 3.  | 〈The Prisoner〉            | 해리스, 스미스                 | 《The Number of the Beast》 (1982년)      | 6:00      |
| 4.  | 〈Still Life〉              | 데이브 머레이, 해리스          | 《Piece of Mind》 (1983년)                | 4:32      |
| 5.  | 〈Die with Your Boots On〉  | 스미스, 디킨슨, 해리스         | 《Piece of Mind》 (1983년)                | 5:19      |
| 6.  | 〈Infinite Dreams〉         | 해리스                         | 《Seventh Son of a Seventh Son》 (1988년) | 5:53      |
| 7.  | 〈Killers〉                 | 해리스, 폴 디애노              | 《Killers》 (1981년)                      | 4:57      |
| 8.  | 〈Can I Play with Madness〉 | 스미스, 디킨슨, 해리스         | 《Seventh Son of a Seventh Son》 (1988년) | 3:25      |
| 9.  | 〈Heaven Can Wait〉         | 해리스                         | 《Somewhere in Time》 (1986년)            | 7:43      |
| 10. | 〈Wasted Years〉            | 스미스                         | 《Somewhere in Time》 (1986년)            | 5:06      |

| #  | 제목                             | 작사·작곡              | 오리지널 발매                             | 재생 시간 |
| -- | -------------------------------- | ---------------------- | ----------------------------------------- | --------- |
| 1. | 〈The Clairvoyant〉              | 해리스                 | 《Seventh Son of a Seventh Son》 (1988년) | 4:30      |
| 2. | 〈Seventh Son of a Seventh Son〉 | 해리스                 | 《Seventh Son of a Seventh Son》 (1988년) | 10:08     |
| 3. | 〈The Number of the Beast〉      | 해리스                 | 《The Number of the Beast》 (1982년)      | 4:47      |
| 4. | 〈Hallowed Be Thy Name〉         | 해리스                 | 《The Number of the Beast》 (1982년)      | 7:21      |
| 5. | 〈Iron Maiden〉                  | 해리스                 | 《Iron Maiden》 (1980년)                  | 5:11      |
| 6. | 〈Run to the Hills〉             | 해리스                 | 《The Number of the Beast》 (1982년)      | 4:01      |
| 7. | 〈Running Free〉                 | 해리스, 디애노         | 《Iron Maiden》 (1980년)                  | 5:33      |
| 8. | 〈Sanctuary〉                    | 해리스, 머레이, 디애노 | 《Iron Maiden》 (1980년)                  | 5:24      |

## 인증
| 국가                       | 인증 | 판매량/출하량 |
| -------------------------- | ---- | ------------- |
| 캐나다 (뮤직 캐나다)       | 골드 | 5,000^        |
| 미국 (RIAA)                | 골드 | 50,000^       |
| ^출하량을 기반으로 한 인증 |      |               |